# Metropolitan Bank and Trust Company
Metropolitan Bank and Trust Company (сокращённо Metrobank) — филиппинский коммерческий банк, основанный в 1962 году. Второй по величине банк на Филиппинах.

## История
Компания была основана 5 сентября 1962 года в Маниле. В начале 70-х годов банк открывает первый филиал за пределами Филиппин — в Тайбэе, столице Тайваня.
В апреле 1977 года «Metrobank» получил лицензию на осуществлению операций с иностранной валютой. В этом же году открывается новый головной офис банка в Макати, а общее число филиалов достигает ста.
С 21 августа 1981 года банк начинает работать как универсальный банк. К сентябрю 1982 года число филиалов банка достигает двух сотен.
Банк первым среди филиппинских компаний начал осуществлять операции в юанях и открыл филиал на территории Китая.
В настоящее время сеть компании включает в себя более 800 филиалов по всему миру, из них 557 филиалов на территории Филиппин и 32 зарубежных филиала.